# Jakelberger Köpfel
Das Jakelberger Köpfel ist ein Berg in den Ammergauer Alpen auf dem Gebiet der Gemeinde Garmisch-Partenkirchen.
Das bewaldete Köpfel bildet einen Geländeabsatz südlich unterhalb des Hohen Ziegspitz zwischen den Tälern der Beistallaine und dem Zieggraben.
Der Gipfel selbst lässt sich über einen Steig vom Loisachtal aus erreichen.